# Ради Томов
Ради Янков Томов е български офицер, генерал-майор, началник на управление „Инженерни войски“ – МНО (1950 – 1958), началник на катедра „Инженерни войски“ във Военна академия „Георги Раковски“ (1958 – 1960).

## Биография
Ради Томов е роден на 18 октомври 1908 г. в Силистра. Завършва 4-ти випуск на средното ЖП училище през 1928 г. Същата година постъпва във Военното на Негово Величество училище, завършва през 1931 г. с 50-и Дунавски випуск, на 6 септември 1931 е произведен в чин подпоручик и през същата година е назначен на служба в 1-ви инженерен полк, където до 1935 г. служи като взводен командир. Там служи с Христо Стойков и е направен член на Военния съюз от него. На 3 октомври 1934 г. е произведен в чин поручик, а от 1935 г. служи в Школата за запасни офицери, като в периода 1936 – 1937 г. е командир на пионерен и ЖП взвод в ШЗО. От 1938 г. е командир на нестроева рота от 3-ти инженерен полк. През 1940 г. е назначен за командир на рота от 3-ти инженерен полк и на 6 май 1940 г. е произведен в чин капитан.
През 1941 г. капитан Ради Томов става слушател във Военната академия, която завършва през 1944 година. Същата година е назначен първоначално в Щаба на войската, след което е началник на секция в щаба на войската, след което е ръководител на Противовъздушната и химическа защита (ПВХЗ) на 10-а пехотна дивизия и през следващата година е назначен за началник на секция в отдел „Военни съобщения“., като през същата година е произведен в чин майор. През Втората световна война (1941 – 1945) служи в щаба на 1-ва българска армия. През януари 1945 г. става член на БКП към партийната организация в Генералния щаб.
През 1945 г. майор Томов постъпва във Висшата военна академия „К. Е. Ворошилов“ в Москва, Русия, която завършва през 1946 г. и на 15 септември 1946 г. е произведен в чин подполковник. Завръща се от Русия през 1947 г. и по-късно същата година е назначен за началник на секция в оперативния отдел.
В периода от 1947 до август 1950 г. заместник началник на оперативното управление в ГЩ на БНА, след което от август 1950 до 1958 г. заема най-висшата военно-инженерна длъжност – началник на управление „Инженерни войски“ – МНО. До 1 януари 1950 г. е началник на отделение оперативна подготовка, контрол и оперативни проучвания в Оперативния отдел, а след това заместник-началник на Оперативния отдел. От 1958 до 1960 г. е началник на катедра „Инженерни войски“ във Военна академия „Георги Раковски“. През 1963 г. се пенсионира и умира през 1992 година. 

## Военни звания
- Подпоручик (6 септември 1931)
- Поручик (3 октомври 1934)
- Капитан (6 май 1940)
- Майор (1945)
- Подполковник (15 септември 1946)
- Полковник
- Генерал-майор (14 септември 1954)

## Образование
- Военно на Негово Величество училище (1928 – 1931)
- Инженерна школа (1 година)
- Военна академия „Георги Раковски“ (1941 – 1944)
- Висша военна академия „К. Е. Ворошилов“ (1945 – 1946)